# La Boisse
La Boisse ist eine französische Gemeinde mit 3.401 Einwohnern (Stand: 1. Januar 2022) im Département Ain in der Region Auvergne-Rhône-Alpes. Sie gehört zum Arrondissement Bourg-en-Bresse und zum Kanton Miribel. Die Einwohner werden Buissards genannt.

## Geografie
Die Gemeinde La Boisse liegt am Fluss Sereine. Umgeben wird La Boisse von den Nachbargemeinden Montluel im Norden und Nordosten, Dagneux im Osten, Niévroz im Südosten und Süden, Thil im Südwesten, Beynost im Westen sowie Tramoyes im Nordwesten.
Durch die Gemeinde führen die Autobahnen A 42 und A 432 sowie die frühere Route nationale 84 (heutige D 1084). Der Bahnhof liegt an der Bahnstrecke Lyon–Genève.

## Bevölkerungsentwicklung
| Jahr                       | 1962 | 1968 | 1975 | 1982 | 1990 | 1999 | 2006 | 2012 | 2021 |
| Einwohner                  | 1202 | 1457 | 1751 | 1959 | 2419 | 2709 | 2753 | 2903 | 3361 |
| Quellen: Cassini und INSEE |      |      |      |      |      |      |      |      |      |

## Sehenswürdigkeiten
- Kirche Notre-Dame-de-l’Assomption aus dem 10. Jahrhundert
- Schlösser Grand- und Petit-Casset
- Jüdischer Friedhof

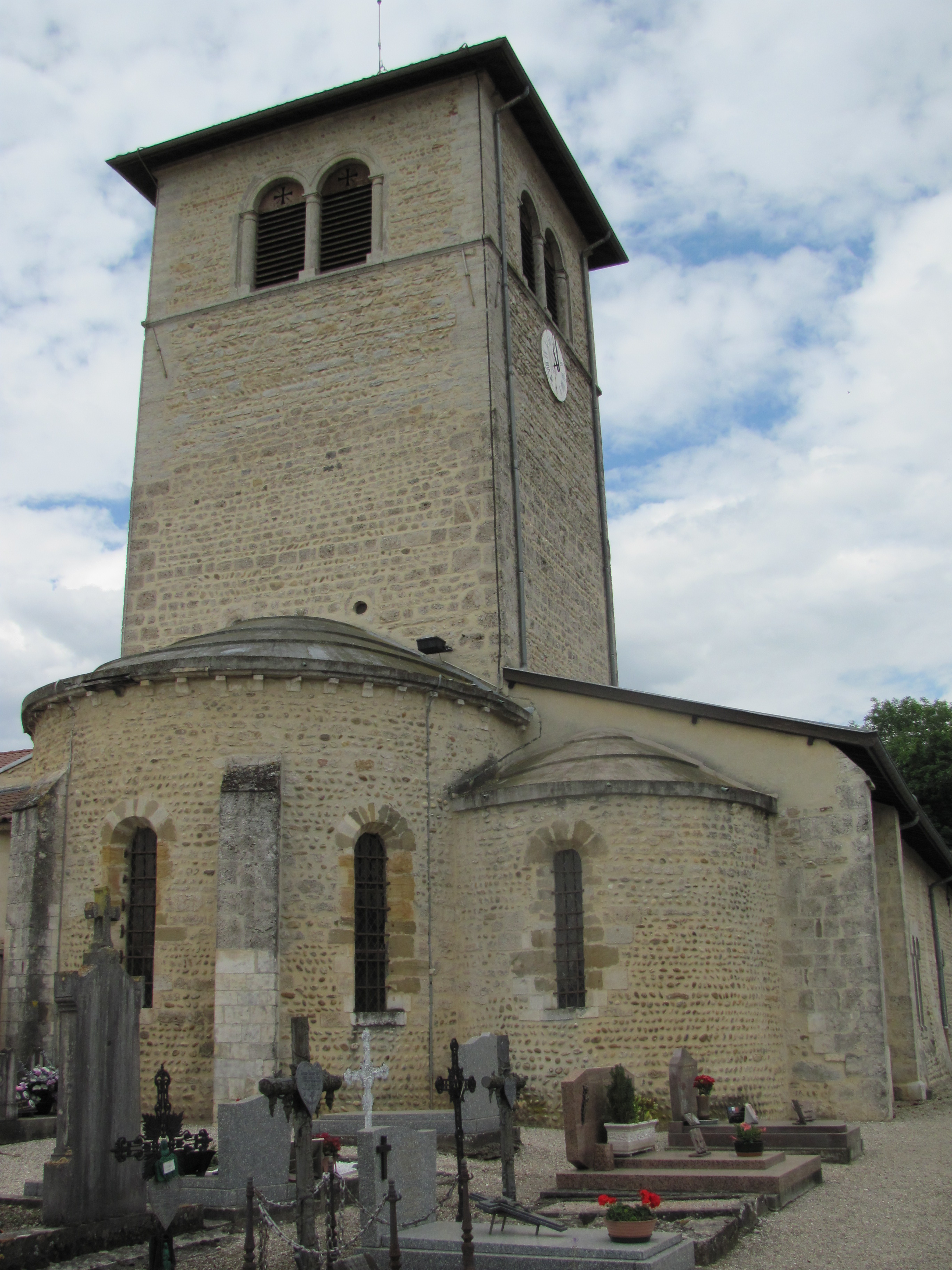
Kirche Notre-Dame-de-l’Assomption
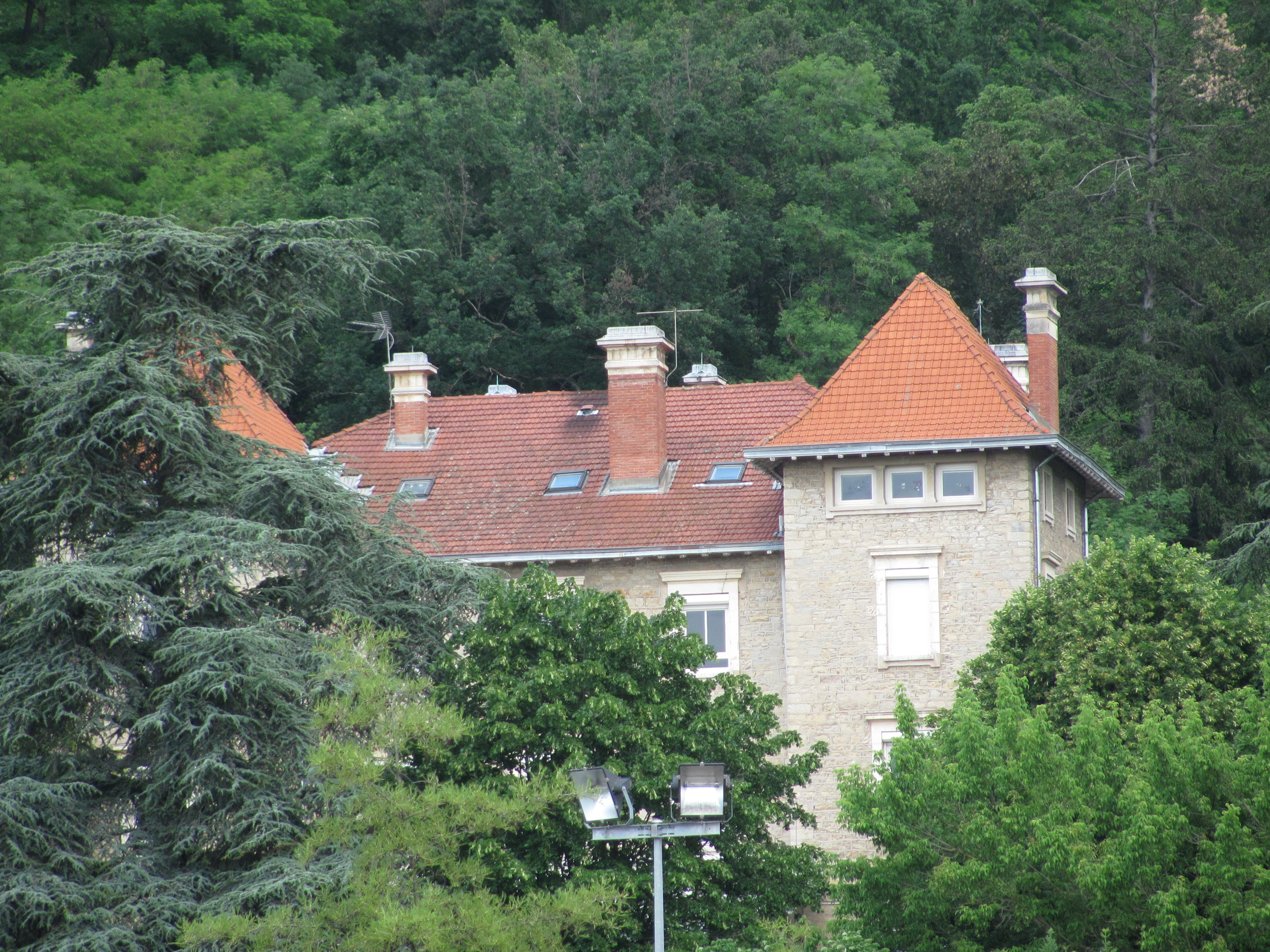
Schloss Grand-Casset
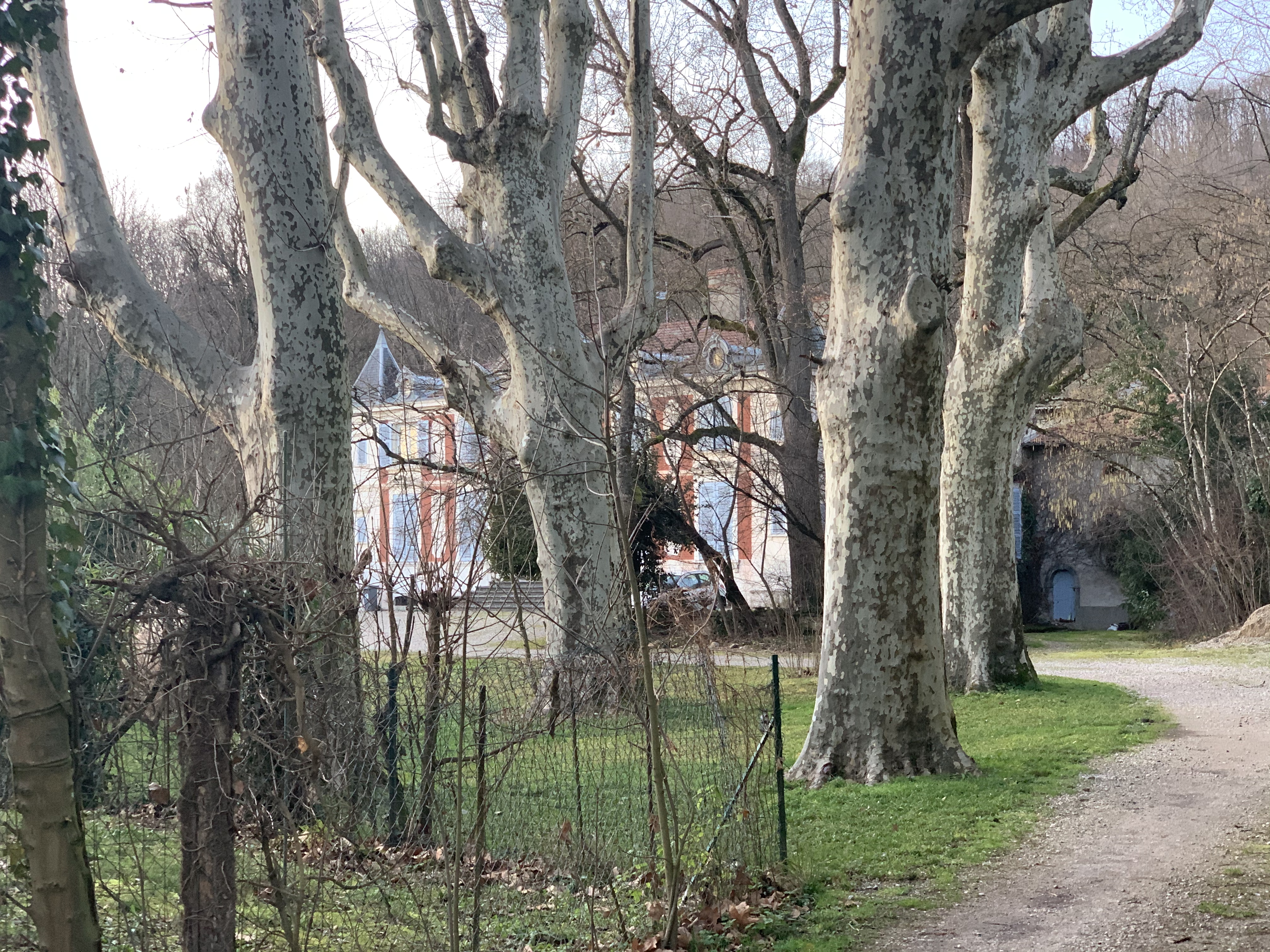
Schloss Petit-Casset
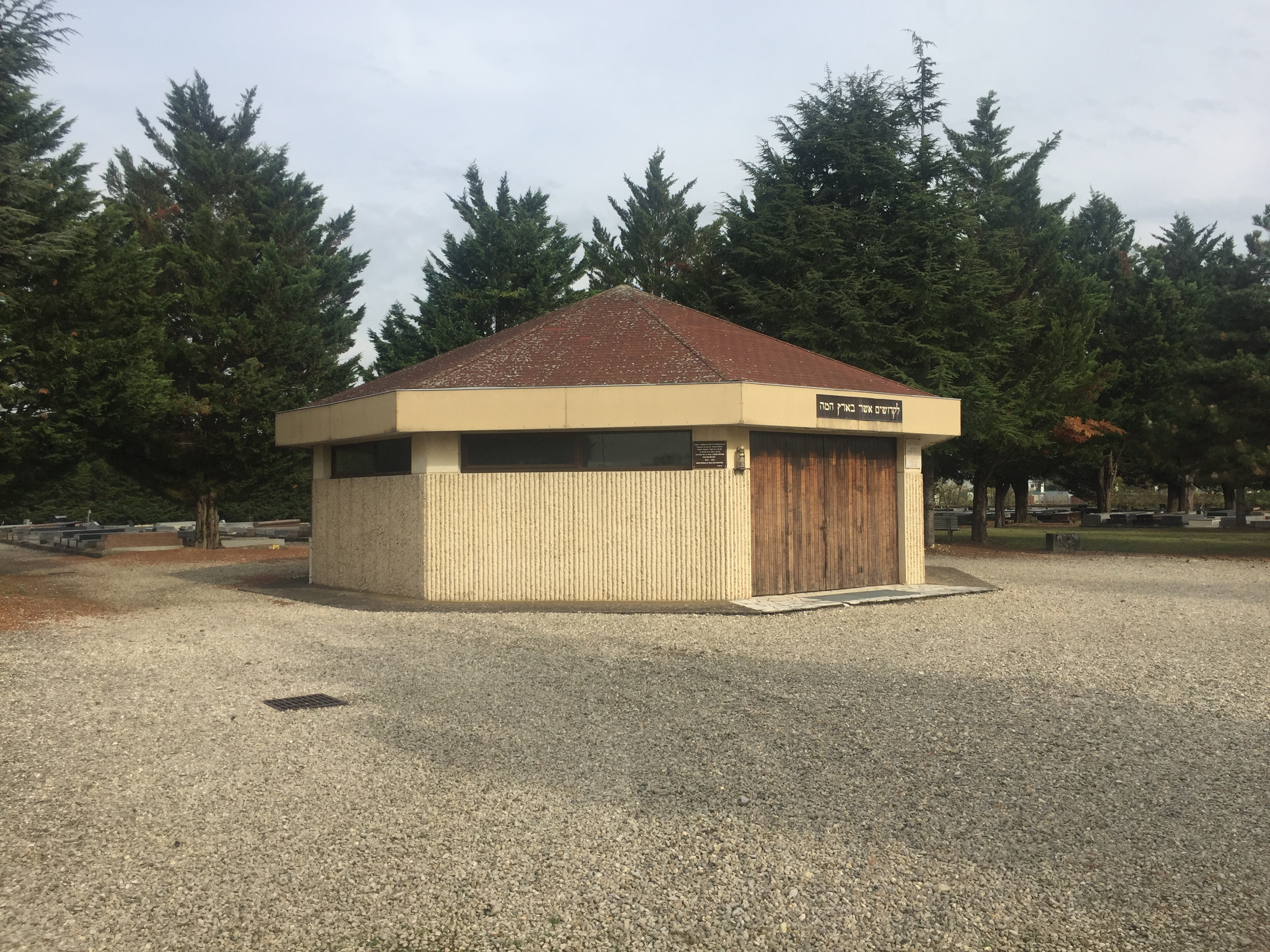
Jüdische Gedenkstätte
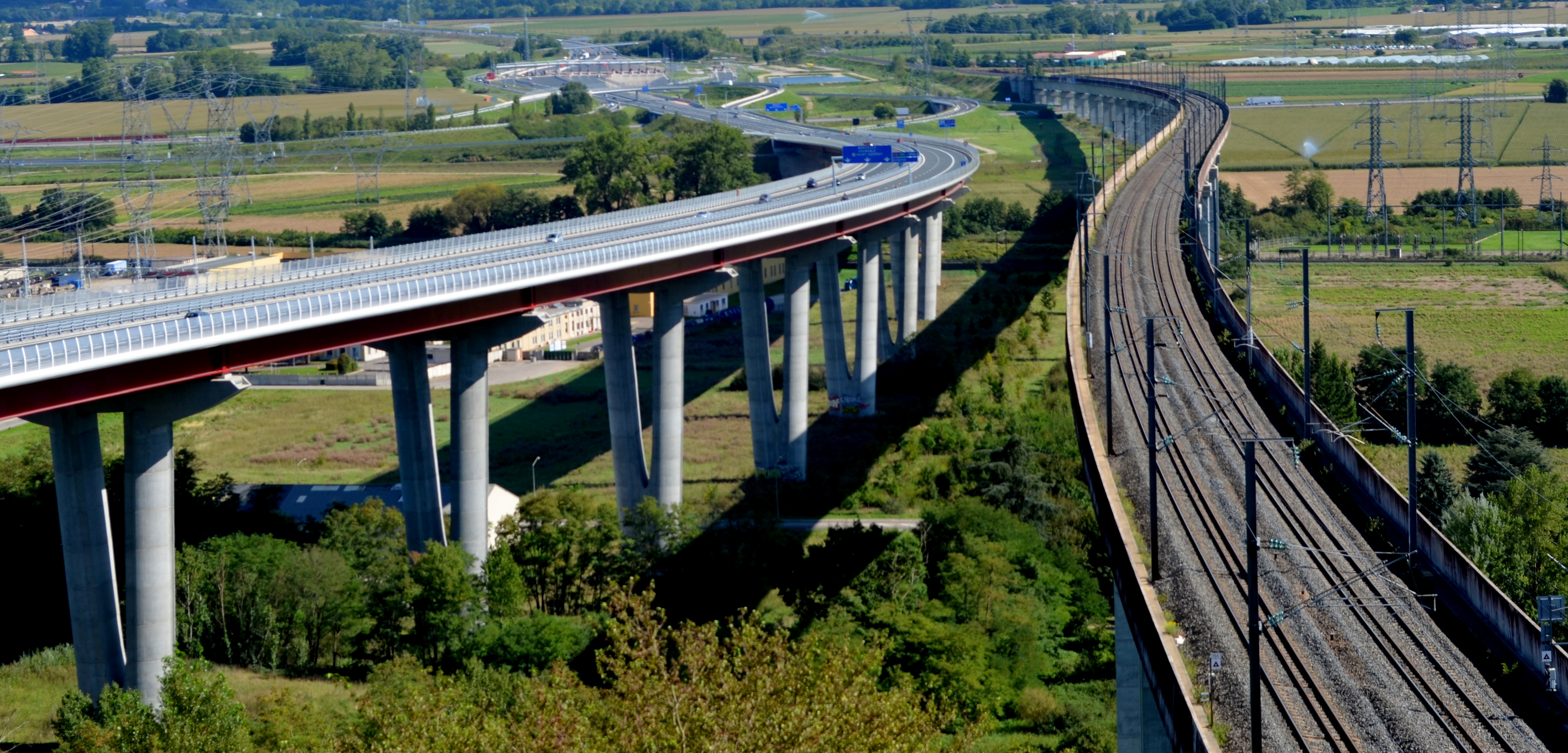
Brücken Viaducs de la Côtière
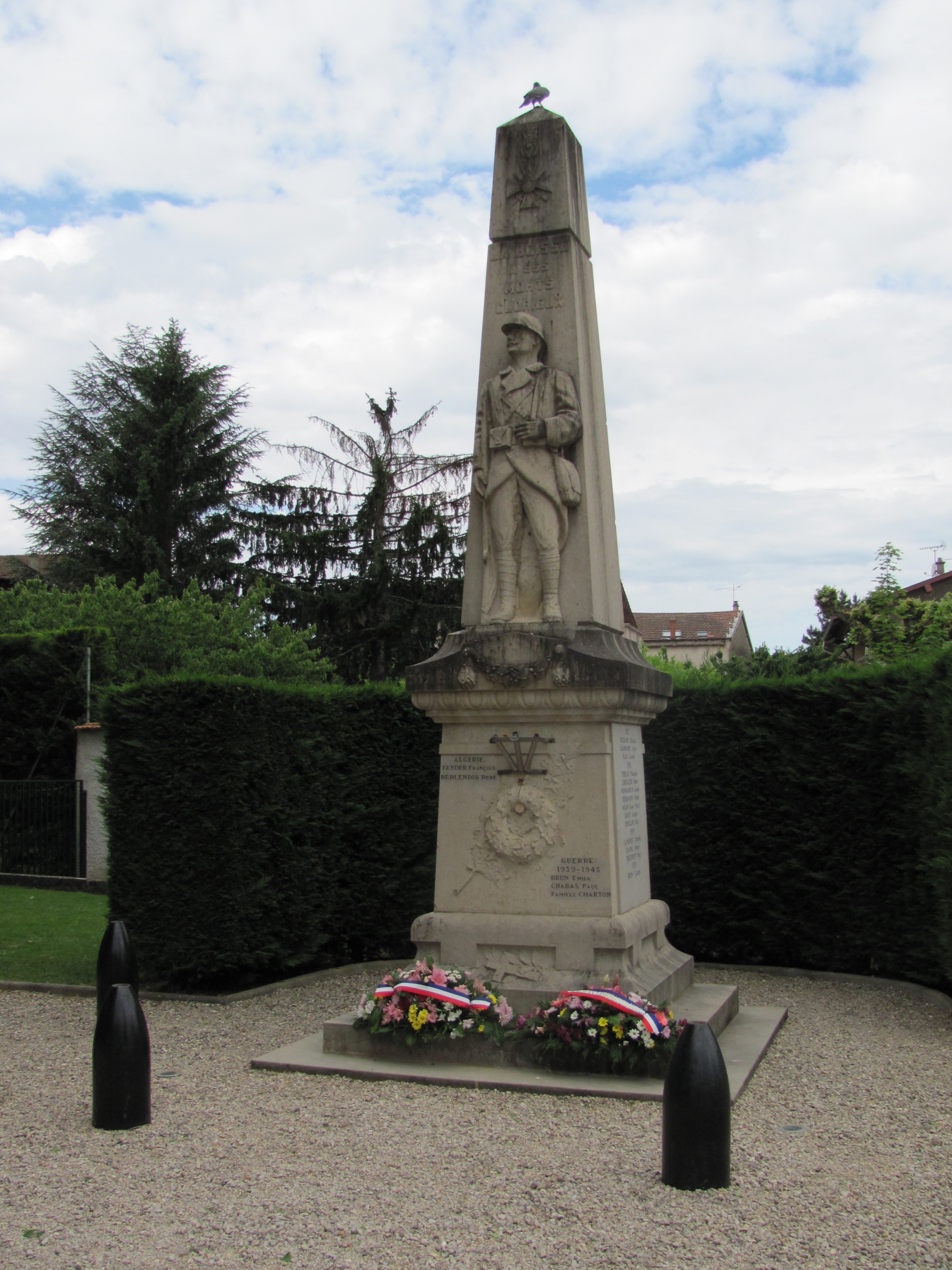
Gefallenendenkmal